# Charlie (perroquet)
Pour les articles homonymes, voir Charlie.
Charlie (prétendument né en 1899), est un perroquet ara bleu connu pour avoir eu comme propriétaire Winston Churchill qui lui apprenait à lancer des insultes anti-nazis.
Le propriétaire de l'oiseau, Peter Oram, affirmait en 2004 que Charlie avait plus de 100 ans.

## Sources
- (en) Cet article est partiellement ou en totalité issu de l’article de Wikipédia en anglais intitulé « Charlie (parrot) » (voir la liste des auteurs).